# Palaeomystis
Palaeomystis is een geslacht van vlinders van de familie spanners (Geometridae), uit de onderfamilie Larentiinae.

## Soorten
- P. falcataria Moore, 1867
- P. mabillaria Poujade, 1895